# Pałac Parysów w Lublinie
Pałac Parysów – zabytkowy budynek znajdujący się przy ul. Bernardyńskiej 3 w Lublinie, wybudowany w pierwszej połowie XVII wieku. Nazwa pochodzi od nazwiska Feliksa Zygmunta Parysa.
Pałac wybudowano w pierwszej połowie XVII wieku. Był to wówczas obiekt jednopiętrowy z dziedzińcem wewnętrznym i dwoma narożnymi obronnymi basztami. W końcu XVIII wieku stał się własnością Marcjana Grotkowskiego. Wynajmowano go wtedy na publiczne bale i przedstawienia teatralne. W XIX wieku budynek przekształcono na kamienicę mieszkalną i dokonano gruntownej przebudowy, w wyniku której utracił swe barokowe cechy. Na początku XX wieku mieściła się tu Resursa Kupiecka, organizująca zabawy publiczne. Od końca lat 80. jest siedzibą przedsiębiorstw handlowych i usługowych.